# Julián Vara López
Julián Vara López (Las Rozas de Madrid, 17 de novembre de 1983) és un futbolista espanyol, que ocupa la posició de migcampista.
Format al planter de l'Atlètic de Madrid, a causa de lesions no va poder debutar en aquest equip. La temporada 2004-2005 va ser cedit a Las Rozas CF, a tercera divisió, i després va retornar a l'Atlètic i hi debuta amb la temporada 2005-2006, en la qual hi disputaria dos partits a la màxima categoria. Posteriorment serà cedit al Celta de Vigo, amb qui juga 13 partits a la Segona Divisió.
Més tard va ser contractat a SD Huesca el 2008. A l'any següent recala a l'AD Alcorcón, de la Segona Divisió B. Va participar en l'alcorconazo, la victòria sobre el Reial Madrid a la Copa del Rei.
El 2018 va fitxar pel CD Villacañas.